# 拉多加 (愛荷華州)
拉多加（英語：Ladoga）是位於美國愛荷華州泰勒縣的一個非建制地區。該地的面積和人口皆未知。

## 地理
拉多加所處的海拔為高於海平面372米（即1220英呎），而該地所採用的時區為UTC-6，即北美中部時區（CST）。同時該地設有夏令時間，為UTC-6調快一小時，即UTC-5（CDT）。